# 769 Tatjana
769 Tatjana este un asteroid din centura principală, descoperit pe 6 octombrie 1913 de Grigori N. Neuimin.